# Bodvogenus

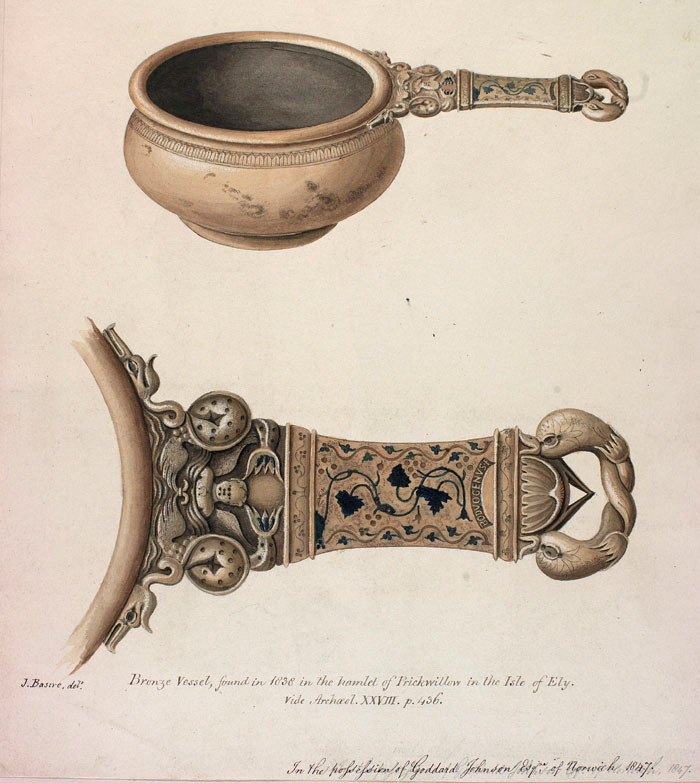
Mehrere Jahre nach der Auffindung gemachte Zeichnung von James Basire III

Bodvogenus war ein antiker römischer Silberschmied beziehungsweise Toreut (Metallbildner), der während der römischen Kaiserzeit wohl im Nordwesten des Reiches tätig war.

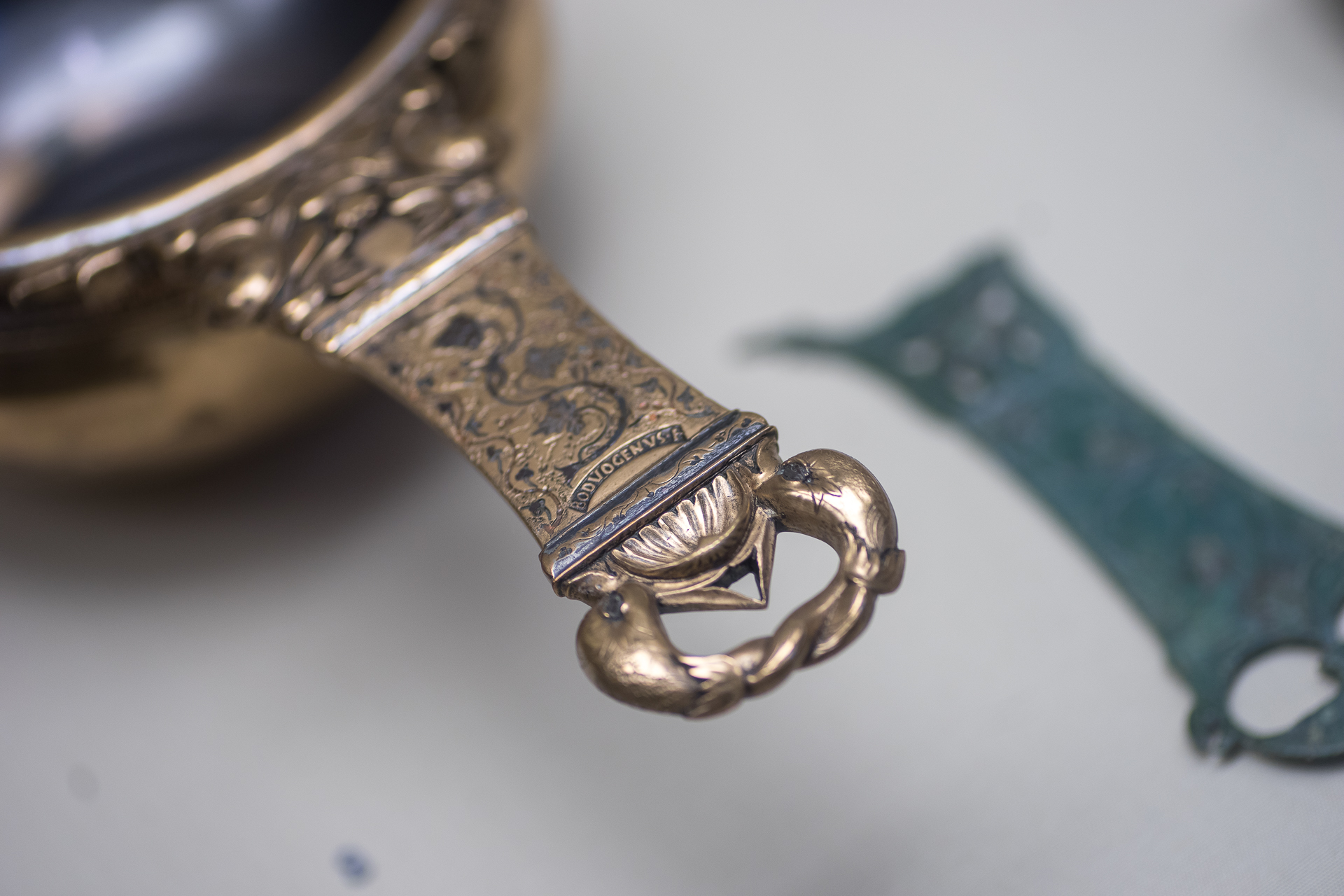
Bodvogenus-Signatur

Bodvogenus ist heute nur noch aufgrund eines Signaturstempels auf einer silbernen Schöpfkelle (Trulla) bekannt. Diese wurde 1838 in Pickwillow auf der Isle of Ely, Cambridgeshire, gefunden. Heute befindet sich das Stück im British Museum in London. Die Signatur lautet lateinisch BODVOGENVS•F (= Bodvogenus fecit, deutsch: Bodvogenus hat es gemacht). Der Name ist keltischer Herkunft und deutet eine Abkunft von der Göttin Bodva an.

## Einzelbelege
1. ↑  Roman bronze vessel from Prickwillow, Isle of Ely. Abgerufen am 30. April 2021 (britisches Englisch).
2. ↑  John Rhŷs: Celtic Heathendom. (wikisource.org [abgerufen am 30. April 2021]).

| Personendaten    | Personendaten                                          |
| ---------------- | ------------------------------------------------------ |
| NAME             | Bodvogenus                                             |
| KURZBESCHREIBUNG | antiker römischer Toreut beziehungsweise Silberschmied |
| GEBURTSDATUM     | zwischen 1. Jahrhundert und 3. Jahrhundert             |
| STERBEDATUM      | zwischen 1. Jahrhundert und 4. Jahrhundert             |